# Edward Wereszczyński
Edward Wereszczyński herbu Korczak (ur. 7 kwietnia 1870 w Ustrzykach Dolnych, zm. 23 września 1929 w Krakowie) – polski inżynier, oficer cesarskiej i królewskiej armii, tytularny generał brygady Wojska Polskiego.

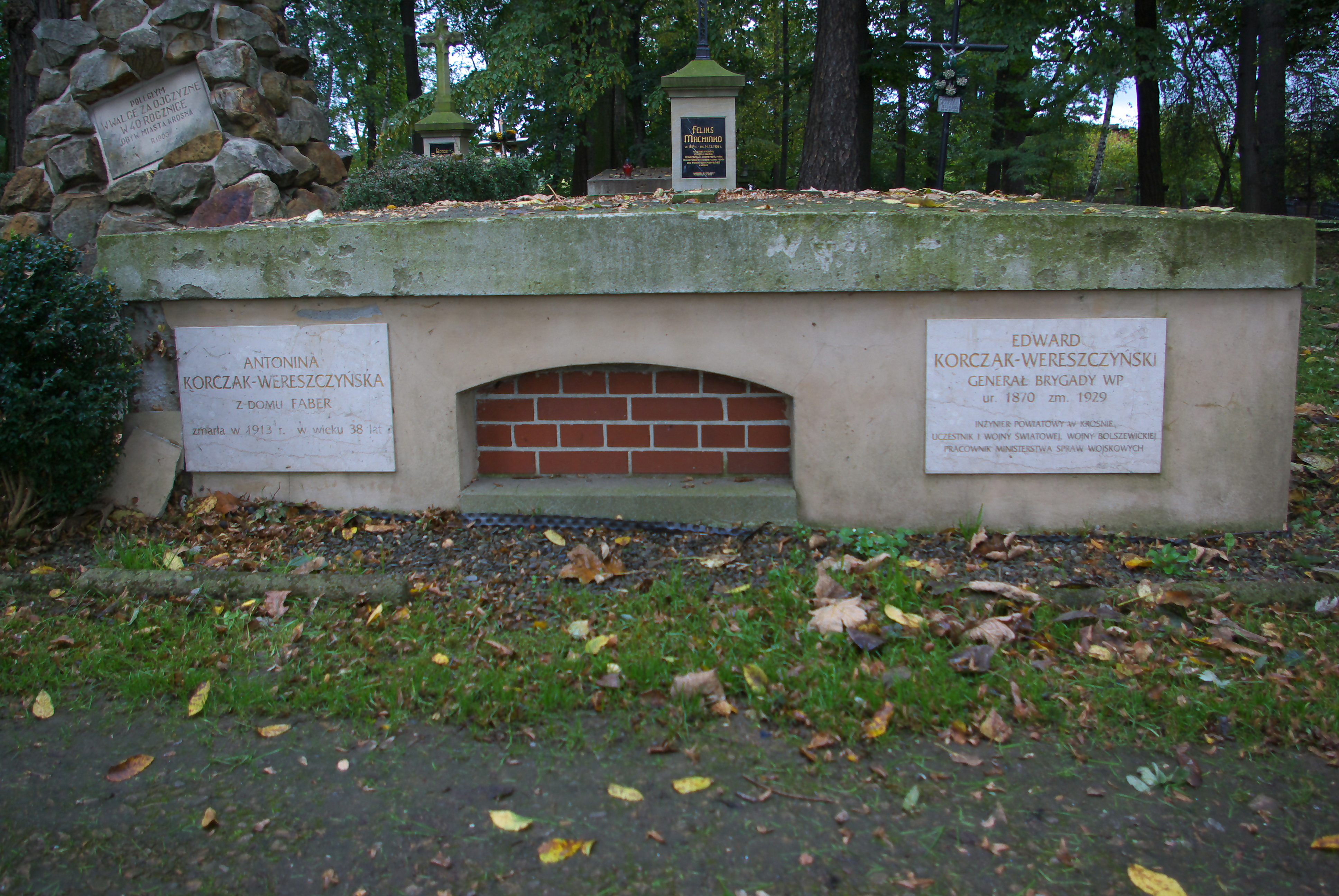
Grobowiec Antoniny i Edwarda Wereszczyńskich

## Życiorys
Edward Wereszczyński urodził się 7 kwietnia 1870 w Ustrzykach Dolnych, w rodzinie Jana i Joanny z Matzgerów. Kształcił się we Lwowie. Służył w cesarskiej i królewskiej armii. Po ukończeniu Wojskowej Akademii Technicznej w Wiedniu w 1892 oficer zawodowy austriackich wojsk technicznych. W latach 1893–1896 pracował przy fortyfikowaniu Lwowa, potem odbył krótką praktykę w pułku piechoty. W 1897 przeniesiony do rezerwy. W 1901 ukończył Politechnikę we Lwowie i pracował jako budowniczy dróg i mostów w przedsiębiorstwach cywilnych.
Po wybuchu I wojny światowej reaktywowany do wojska. Dowódca kompanii i inspektor wyszkolenia w sztabie armii w stopniu kapitana.
W Wojsku Polskim od listopada 1918. Szef sekcji w IV Departamencie Ministerstwa Spraw Wojskowych. Major z 1920. W l. 1921 – 1924 szef sekcji wojskowej w Ministerstwie Komunikacji. Podpułkownik z 1921, pułkownik z 1922 ze starszeństwem z dniem 1 czerwca 1919. Potem dowódca 2 pułku saperów kolejowych.
5 lutego 1927 Prezydent RP Ignacy Mościcki nadał mu stopień generała brygady, wyłącznie z prawem do tytułu, z dniem przeniesienia w stan spoczynku – 30 kwietnia 1927. Na emeryturze zamieszkał w Piotrkowie. Zmarł 23 września 1929 w Krakowie. 
Był inżynierem powiatowym w Krośnie. Jego żoną była Antonina z domu Faber (zm. w 1913 w wieku 38 lat).
Został pochowany na Starym Cmentarzu w Krośnie.

## Ordery i odznaczenia
- Krzyż Oficerski Orderu Odrodzenia Polski (2 maja 1922)[4][5]